# Paris Kills
Paris Kills är ett musikalbum av The 69 Eyes, släppt 2002.

## Låtförteckning
1. Crashing High
2. Dance d'Amour
3. Betty Blue
4. Grey
5. Radical
6. Don't Turn Your Back on Fear
7. Stigmata
8. Forever More
9. Still Waters Run Deep
10. Dawn's Highway